# (26471) Tracybecker
(26471) Tracybecker est un astéroïde de la ceinture principale, de la famille de Hungaria, également aréocroiseur.
(26471) Tracybecker a été découvert le 8 janvier 2000 à l'observatoire Magdalena Ridge, situé dans le comté de Socorro, au Nouveau-Mexique (États-Unis), par le projet Lincoln Near-Earth Asteroid Research (LINEAR). Sa désignation provisoire était (26471) 2000 AS152.

## Description
(26471) Tracybecker est un astéroïde de la ceinture principale d'astéroïdes, de la famille de Hungaria. Il présente une orbite caractérisée par un demi-grand axe de 1,92 UA, une excentricité de 0,15 et une inclinaison de 19,7° par rapport à l'écliptique.

### Caractéristiques orbitales
L'orbite de cet astéroïde est caractérisée par un demi-grand axe de 1,92 UA, un périhélie de 1,62 UA, une excentricité de 0,15 et une inclinaison de 19,69° par rapport à l'écliptique. Du fait de ces caractéristiques, à savoir un demi-grand axe inférieur à 3,2 UA et un périhélie compris entre 1,3 et 1,666 UA, il croise l'orbite de Mars et est classé, selon la JPL Small-Body Database, comme astéroïde aréocroiseur (aréo venant de Arès).

### Caractéristiques physiques
(26471) 2000 AS152 a une magnitude absolue (H) de 13,3 et un albédo estimé à 0,380, ce qui permet de calculer un diamètre de 4,600 km.Ces résultats ont été obtenus grâce aux observations du Wide-field Infrared Survey Explorer (WISE), un télescope spatial américain mis en orbite en 2009 et observant l'ensemble du ciel dans l'infrarouge, et publiés en 2015 dans un article présentant les résultats concernant 7 956 astéroïdes.